# Gebäude des ukrainischen Außenministeriums

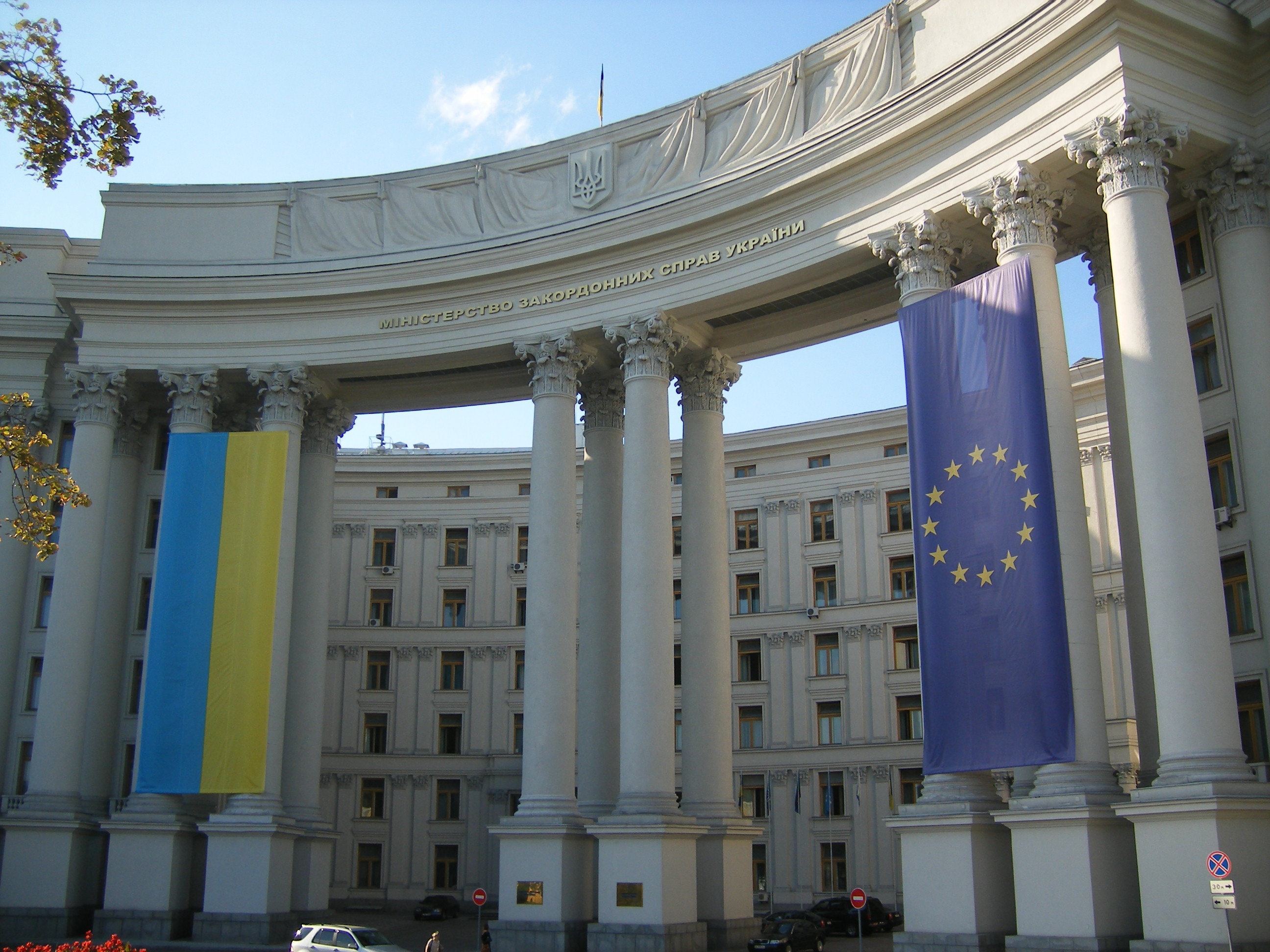
Nahaufnahme des Bauwerks

Das Gebäude des ukrainischen Außenministeriums (ukrainisch Будівля МЗС України/ Budiwlja Ministerstwo sakordonnych spraw Ukrajiny) ist ein architektonisches Denkmal im Zentrum der ukrainischen Hauptstadt Kiew und beherbergt seit 1991 das Außenministerium der Ukraine.
Das Monumentalbauwerk des Außenministeriums mit seinen 40 Meter hohen Säulen befindet sich im Kiewer Rajon Schewtschenko am Michaelplatz Nr. 1 in unmittelbarer Nachbarschaft zum Michaelskloster.

## Geschichte
Zur Zeit des Sowjetregimes sollte an der Stelle des Klosterkomplexes des Michaelsklosters ein Wahrzeichen der kommunistischen Machthaber errichtet werden. Die Planungen von 1934 sahen, neben dem heutigen Bauwerk, noch einen Monumentalbau für den Rat der Volkskommissare sowie ein 75 m hohes Lenindenkmal vor. Von Podil sollte, an Stelle der Standseilbahn, eine gewaltige Treppe zu diesem hinauf führen.
Aus diesem Grund erfolgte im Sommer 1936 die Sprengung der Kathedrale, des Glockenturms und der Dreiheiligenkirche, jedoch statt des geplanten monumentalen Architekturensembles wurde 1938 lediglich das Gebäude des Zentralkomitees der Kommunistischen Partei der Ukraine im Stil des sozialistischen Klassizismus, das heutige Außenministerium, errichtet. Es steht an Stelle der Dreiheiligenkirche und wurde nach Plänen des Leningrader Architekten Jossyp Hryhorowytsch Lanhbard (Йосип Григорович Лангбард) erbaut.
Der Bau des zweiten Gebäudes und des Denkmals wurde durch den Zweiten Weltkrieg verhindert, das restliche Gelände wurde anschließend für Sportanlagen und in den 1990er Jahren für den Wiederaufbau des Michaelklosters genutzt.